# Andrew P. Vovides
Andrew Peter Vovides Papalouka (Londres, 30 de marzo de 1944) es un botánico, y profesor británico, naturalizado mexicano. Es investigador titular en el "Laboratorio de Biología Evolutiva de Cycadales", del jardín botánico Francisco Javier Clavijero, Campus II del Instituto de Ecología, A.C. Desarrolla líneas de investigación sobre:
- estudios sistemáticos de citotaxonomía, anatomía y morfología de Cícadas, conservación de las mismas por proyectos de manejo sustentable. Además, en colaboración con colegas nacionales e internacionales existe un equipo de trabajo sobre genética de poblaciones, sistemática molecular y citotaxonomía.

- flora y vegetación, y en la taxonomía de la familia Zamiaceae de México y de Centroamérica.

En 1988, obtuvo su doctorado en Botánica, defendiendo la tesis: Studies on Mexican Cycads, por la Universidad de Gales (Prifysgol Cymru), Cardiff, Gales. Y su maestría, en 1983, con Estudios biosistemáticos sobre la familia Zamiaceae, INIREB, Xalapa, Veracruz.

## Algunas publicaciones
- Andrés p. Vovides, john r. Etherington, p. Quentin Dresser,andrew Groenhof, Carlos Iglesias, jonathan Flores Ramírez. 2002. CAM-cycling in the cycad Dioon edule Lindl. in its natural tropical deciduous forest habitat in central Veracruz, Mexico. Botanical Journal of the Linnean Society 138 (2): 155. doi:10.1046/j.1095-8339.2002.138002155.x
- ---------------------. 1990. Spatial Distribution, Survival and Fecundity of the Dioon edule (Zamiaceae) in Tropical Deciduous Forests in Velacruz, Mexico with Notes on its Habitat. The American Journal of Botany 77 : 1532-1543

### Libros
- Andrés p. Vovides, roy Osborne. 2007. Proceedings of Cycad 2005: the 7th International Conference on Cycad Biology, 8-12 January 2005, Jardín Botánico Fco. J. Clavijero, Instituto de Ecología, A.C., Xalapa, Veracruz, México. Volumen 97 de Memoirs of the New York Botanical Garden, New York Botanical Garden. Edición ilustrada de New York Botanical Garden Press, 646 pp. ISBN 0893274909
- ---------------------. 1999a. Microscopía óptica: para las Ciencias Biológicas. Editor Universidad de Ciencias y Artes del Estado de Chiapas, 104 pp. ISBN 968514902X
- ---------------------. 1999b. Flora del Bajio y de regiones adyacentes: 'Zamiaceae. Volumen 71 de Flora del Bajio. Editor	Instituto de Ecología, 17 pp. ISBN 9687863412
- ---------------------, graciela Calderón de Rzedowski, eleazar Carranza González, emmanuel Pérez-Calix, José a. Villarreal Q., Miguel a. Carranza P., alejandro Novelo, jaime Bonilla-Barbosa, jerzy Rzedowski. 1999c. Familia Zamiaceae: Familia Menispermaceae. Parte 77 y 71-90 de Flora del Bajío y de regiones adyacentes. Editor Instituto de Ecología A.C., Centro Regional del Bajío. 13 pp. ISBN 9687863501
- ---------------------. 1993. Familia Zingiberaceae. Flora del Bajio y de regiones adyacentes. Editor Universidad Michoacana de San Nicolás de Hidalgo, 14 pp.
- ---------------------. 1983. Zamiaceae. Editor Instituto Nacional de Investigaciones sobre Recursos Bióticos, 31 pp. ISBN 848960004X
- ---------------------, elvia Esparza A.. 1977. Jardín Botánico Francisco J. Clavijero, guía infantil: cuaderno para iluminar. Editor Instituto de Investigaciones sobre Recursos Bióticos, 26 pp.

### Capítulos de libros
- Andrés p. Vovides, c.c. Hernández. 2006a. Concepto y tipos de jardines botánicos. En: Lascurain, M., O. Gómez, O. Sánchez & C. C. Hernández (eds.) pp. 15-19. Jardines Botánicos: conceptos, operación y manejo. Asociación Mexicana de Jardines Botánicos, Publicación Especial n.º 5. Mérida
- ---------------------. 2006b. Aspectos curatoriales de un jardín botánico. En: Lascurain, M., O. Gómez, O. Sánchez & C. C. Hernández (eds). Pp. 105-110. Jardines Botánicos: conceptos, operación y manejo. Asociación Mexicana de Jardines Botánicos, Publicación Especial n.º 5. Mérida
- ---------------------, v. Luna. 2004a. Jardín Botánico Francisco Javier Clavijero. 2004. En: G. C. Fernández-Concha, V. Sosa, J.L. León de la Luz, & J.L. Cortés (eds). Colecciones Biológicas. Pp. 56-59. CONACYT, México, D.F.
- ---------------------, m.a. Pérez-Farrera, d. González, s. Avenzaño. 2004b. Relationships and phytogeography in Ceratozamia (Zamiaceae). In: T. Walters and R. Osborne (eds.) Cycad Classification: Concepts and Recommendations. Pp. 109-125. CABI Publishing, Wallingford, United Kingdom.
- ---------------------, -----------------------, r. Hernández-Jonapá, j. de la Cruz–Rodríguez. 2004c. Conservación de cycadas y palmas amenazadas de la Reserva de la Biosfera El Triunfo por medio del uso sustentable. En: La Reserva de la Biosfera El Triunfo: tras una década de conservación. Pérez-Farrera et al. (eds). P.p. 297-313, UNICACH, Tuxtla Gutiérrez
- m.a. Pérez-Farrera, Andrés p. Vovides, r. Hernández-Jonapá. 2004d. Ecología de cycadas amenazadas del al Reserva de la Biosfera El Triunfo. En: La Reserva de la Biosfera El Triunfo: tras una década de conservación. Pérez-Farrera et al. (eds.) pp. 191-214, UNICACH, Tuxtla Gutiérrez
- -----------------------, ---------------------, d. González, l. Hernández-Sandoval, mahinda Martínez. 2004e. A morphometric analysis of the Ceratozamia norstogii complex (Zamiaceae). In: T. Walters and R. Osborne (eds.) Cycad Classification: Concepts and Recommendations, pp. 127-136. CABI Publishing, Wallingford, RU
- d.w. Stevenson, Andrés p. Vovides, j. Chemnick. 2003a. Regional overview: New World. En: Cycads Status Survey and Consevation Action Plan. J. Donaldson. Gland, IUCN: 31-38
- j.s. Donaldson, b. Dehgan, Andrés p. Vovides, w. Tang. 2003b. Cycads in trade and sustainable use of cycad populations. En: Cycads Status Survey and Consevation Action Plan. J. Donaldson (ed.). Gland, IUCN: 39-47
- c. Iglesias, m.a. Pérez-Farrera, m. Vázquez Torres, u. Schippmann. 2002. Peasant nurseries: A concept for an integrated conservation strategy for cycads in Mexico. En: Plant Conservation in the Tropics: perspectives and practice. M. Maunder, C. Clubbe, C. Hankamer, & M. Groves (eds). Londres, Royal Botanic Gardens, Kew: 421-444
- ---------------------, e. Linares-M. 2000. Historia e importancia de los jardines botánicos. En: El Jardín Botánico Dr. Alfredo Barrera Marín. O. Sánchez-Sánchez, & G.A. Islebe (eds). México, D.F., CONABIO: 1-13

## Honores
- Fundador de la Colección Nacional de Cycadas, iniciada en el año 1979
- 1989-1990: Beca Posdoctoral. Fundación Montogomery
- 1998-99 Beca Sabático Nacional, CONACYT
- Premio Estatal (Gobierno Estado de Veracruz) de Medio Ambiente 2003 en la categoría Académico

### Sociedades científicas
Miembro vitalicio de
- Sociedad Botánica de México
- International Association for Plant Taxonomy (IAPT)
- American Society of Plant Taxonomists (ASPT)
- 1984: Sociedad Linneana de Londres

## Eponimia
- (Zamiaceae) Ceratozamia vovidesii Pérez-Farr. & Iglesias[1]